# Leslie Balcombe
Stanley Leslie Balcombe (sinh năm 1904, mất năm 1938) là một cầu thủ bóng đá người Anh của thập niên 1930. Sinh ra ở Lambeth, ông gia nhập Gillingham từ Tunbridge Wells Rangers năm 1934 và có 14 lần ra sân cho câu lạc bộ ở Football League, ghi 1 bàn thắng. Ông rời đi để gia nhập Ashford Town năm 1937.